# 大狩部站
大狩部站（日语：／ Ōkaribe eki */?）位於日本北海道新冠郡新冠町字大狩部，是北海道旅客鐵道（JR北海道）日高本線上的站，電報略號是オリ。
名稱源自阿伊努語的「o-punkar-us-pe」，意思為下游處藤蔓叢生的河流。

## 車站構造
側式月台1面1線的地面站。沒有站房，只有一座小型的候車室。是祕境車站。

## 車站周邊
非常地靠近海，路基除了有侵蝕的危險，附近也常有落石發生。
- 國道235號
- 海馬岩（とどいわ）
  - 以前是北海獅聚居的岩地，但1955年時自衛隊進行打靶後，北海獅自此絕跡。
- 御野立所行啓記念碑
- 道南巴士「大節婦」站牌

## 歷史
- 1958年（昭和33年）7月15日 - 設立。僅辦理旅客業務。
- 1987年（昭和62年）4月1日 - 國鐵分割民營化後成為北海道旅客鐵道（JR北海道）轄下的車站。
- 2015年（平成27年）1月8日：厚賀站 - 大狩部站之間路段因大浪受損而暫停行駛列車，由公車代替行駛[2]。
- 2021年（令和3年）4月1日 - 廢站[3]。

## 相鄰車站

### 廢止路線
北海道旅客鐵道（JR北海道）
日高本線
厚賀－大狩部－節婦

## 相關項目
- 日高本線
- 日本鐵路車站列表

## 外部連結
- （日語）全驛參觀之旅（页面存档备份，存于）